# Zasonie
Zasonie – wieś sołecka w Polsce położona w województwie mazowieckim, w powiecie płońskim, w gminie Nowe Miasto. Leży nad Soną dopływem Wkry.
Wieś Zassonie należała do dzierżawy Nowe Miasto w ziemi zakroczymskiej w 1617 roku. W latach 1975–1998 miejscowość administracyjnie należała do województwa ciechanowskiego.